# Absalom Themba Dlamini
Absalom Themba Dlamini (ur. 1 grudnia 1950) – suazyjski polityk, premier Suazi w latach 2003-2008.

## Życiorys
Absalom Themba Dalmini w 1978 ukończył studia licencjackie w dziedzinie handlu na Uniwersytecie Botswany i Suazi. W 1987 uzyskał dyplom MBA na Uniwersytecie Nairobi w Kenii.
Po studiach pracował na wielu stanowiskach m.in. w Banku Centralnym Suazi, Swaziland Industrial Development Company oraz Swaziland National Provident Fund. Od 1991 do 2003 był dyrektorem Tibiyo Taka Ngwane, narodowej organizacji zajmującej się promocją rozwoju, handlu i strategicznych inwestycji, a także dbającej o zachowanie rodzimej kultury i narodowego dziedzictwa.
26 listopada 2003 objął stanowisko szefa rządu. Funkcję pełnił przez 5 lat. Po wyborach parlamentarnych z września 2008, 23 października 2008 na stanowisku premiera zastąpił go Barnabas Sibusiso Dlamini.